# Yuna (chanteuse)
Pour les articles homonymes, voir Yuna.
 (décembre 2023).
Si vous disposez d'ouvrages ou d'articles de référence ou si vous connaissez des sites web de qualité traitant du thème abordé ici, merci de compléter l'article en donnant les références utiles à sa vérifiabilité et en les liant à la section « Notes et références ».
Yunalis binti Mat Zara'ai dite Yuna, née le 14 novembre 1986 à Alor Setar, est une chanteuse malaisienne.

## Biographie
Née et élevée dans les états du Kedah et du Selangor, elle a commencé à écrire des chansons à l’âge de 14 ans. Elle apprend à jouer de la guitare très jeune et, en 2006, ayant besoin d’un exutoire créatif tout en fréquentant la faculté de droit, elle se produit pour la première fois devant un public. Rejointe par le guitariste Pa’an, le bassiste Efry Arwis et le batteur Adib Azfar (et plus tard Adil Ali), Yuna a réalisé son premier album en Malaisie en 2008 avec un EP et a remporté cinq nominations aux Malaisian Music Awards (l’équivalent malaisien du Grammy). Elle a gagné quatre trophées, y compris le trophée du nouvel artiste et la meilleure chanson (pour le succès d’évasion "Dan Sebenarnya").

## Discographie

### Discographie malaisienne
- Yuna (2008)
- Decorate (2010)
- Terukir Di Bintang (2012)
- Yuna Live at Istana Budaya with National Symphony Orchestra (2014)
- Material (2015)

### Discographie internationale
- Decorate (2011, EP)
- Yuna (2012)
- Sixth Street (2013, EP)
- Nocturnal (2013)
- Chapters (2016)
- Rouge (2019)